# Bwisige
Bwisige ist einer von 21 Sektoren im Distrikt Gicumbi in der Nordprovinz von Ruanda.

## Geographie
Bwisige hat eine Fläche von 47,0 km² und liegt auf einer Höhe von etwa 1920 m. Der Sektor unterteilt sich in die vier Zellen Bwisige, Gihuke, Mukono und Nyabushingitwa und umfasst 32 Dörfer. Nachbarsektoren sind im Nordosten Mukama, im Osten Nyagihanga, im Südosten Ruvune, im Südwesten Rukomo und Byumba und im Westen Shangasha.

## Bevölkerung
Nach der Volkszählung von 2022 betrug die Einwohnerzahl 17.274 Einwohner. Zehn Jahre zuvor waren es 15.288, was einem jährlichen Bevölkerungszuwachs von 1,2 Prozent zwischen 2012 und 2022 entspricht.

## Verkehr
Durch den Sektor führt eine District Road, die jedoch Stand 2022 nicht asphaltiert ist.